# Club Red Cross
Club Red Cross, anteriormente conhecido como Red Cross Football Club, foi uma agremiação esportiva da cidade de João Pessoa, Paraíba. 

## História
Foi fundado como Red Cross Football Club em 1911 e na década de 1950, alterada a sua denominação para Club Red Cross. O clube disputou o Campeonato Paraibano nove vezes, sendo campeão em 1912 e 1952.

## Estatísticas

### Participações
| Competição | Competição           | Temporadas | Melhor campanha       | Estreia | Última | P | R |
| Paraíba    | Campeonato Paraibano | 9          | Campeão (1912 e 1952) | 1912    | 1964   | – | – |